# Daniela Barbalho
Daniela Lima Barbalho (Belém, 31 de outubro de 1978) é uma advogada e política brasileira, atualmente conselheira do Tribunal de Contas do Estado do Pará (TCE-PA) e primeira-dama do mesmo estado.

## Carreira
Daniela Barbalho formou-se em direito pela Universidade da Amazônia (Unama) em 2003. Atualmente cursa mestrado em direito do estado pela mesma instituição.
Foi chefe da divisão de consultoria e procuradoria da Câmara Municipal de Belém, de 2005 a 2007. Exerceu, também, o cargo de secretária municipal de Cidadania, Assistência Social e Trabalho de Ananindeua, de 2007 a 2012, durante a gestão de seu marido Helder Barbalho, com quem é casada desde 2006.
Tornou-se primeira-dama do estado do Pará em 1º de janeiro de 2019.
Em março de 2023, foi indicada pela Assembleia Legislativa do Pará (ALEPA) para o cargo de conselheira do Tribunal de Contas do Estado, na vaga aberta pela aposentadoria do conselheiro Nelson Chaves. Tomou posse no dia 23 daquele mês.